# NGC 3902
NGC 3902 é uma galáxia espiral barrada (SBbc) localizada na direcção da constelação de Leo. Possui uma declinação de +26° 07' 18" e uma ascensão recta de 11 horas, 49 minutos e 18,7 segundos.
A galáxia NGC 3902 foi descoberta em 6 de Abril de 1785 por William Herschel.